# Télimélé (prefectura de Guinea)
Télimélé es una prefectura de la región de Kindia de Guinea, con una población censada en marzo de 2014 de 284 409 habitantes. Está formada por las siguientes subprefecturas, que igualmente se muestran con población censada en marzo de 2014:
- Bourouwal 25,410
- Daramagnaky 33,229
- Gougoudjé 10,790
- Koba 9,439
- Kollet 21,191
- Konsotamy 12,979
- Missira 43,681
- Santou 13,832
- Sarekaly 14,889
- Sinta 20,614
- Sogolon 25,653
- Tarihoye 14,655
- Télimélé 24,761
- Thionthian 13,286[1]